# اندیس آنومالی نرمان
آنومالی نرمان یک اندیس فلزی است که در حوالی شهر جبال بارز استان کرمان قرار دارد و مادهٔ معدنی موجود در آن، طلا است.سنگ میزبان این اندیس گرانیت، توف، آگلومرا، توف داسیتی، خاکستر آتشفشانی است  در این اندیس، پاراژنز‌های پیریت، مالاکیت، منیتیت، گالن، باریت، کرومیت، بروکیت یافت می‌شوند.